# Gilberto Monroig
Gilberto Monroig Jiménez (Santurce, Puerto Rico, 2 de julio de 1930 - Santurce, Puerto Rico, 3 de mayo de 1996).

## Biografía
De padres campesinos, creció escuchando bomba y plena, música típica de Puerto Rico, también escuchando los tangos de Carlos Gardel. 
De joven amaba cantar, imitando a Gardel, su música tomó otro rumbo cuando su padre le regaló una guitarra. A la edad de 14 años, formó parte de una banda llamada Conjunto Maravilla. Tiempo después, se unió a un grupo de estudiantes universitarios como cantante y guitarrista. Esta banda tocaba en el "King Club" en la Marina del Viejo San Juan.
Después de un tiempo formó parte de otra banda que tocaba en el "China Doll Club" en Santurce, Puerto Rico. Este "club" fue una mejor oportunidad para él, admirado por los amantes de la música, esto representó para Gilberto un gran paso en su carrera profesional. Tenía solamente 15 años de edad, cuando su contrato terminó en este "club" y decide mudarse a Mayagüez, para formar parte de la Orquesta de William Manzano en la estación de radio WPRA. Aquí permaneció sólo seis meses, hasta que la Super Orquesta Tropicana de Rafael Elvira buscaba un cantante y contrató a Monroig.
Esta orquesta fue otro paso gigantesco para Gilberto en su carrera musical. Viajó a través de toda la isla tocando y cantando en eventos especiales y bailes. En el año 1947 grabó su primer disco RPM con la Super Orquesta Tropicana. La banda tocaba regularmente en el Hotel Condado, pero esta banda se dispersó hasta ser solamente un quinteto, dejando a Gilberto como cantante principal. Poco después recibe una invitación para cantar en la Orquesta de Pete Rivera en la inauguración del Hotel Caribe Hilton en el año 1948.
Después de estar un tiempo tocando en el Hotel Caribe Hilton, Gilberto se muda a la ciudad de Nueva York en el año 1950, donde se ofreció a cantar con la Orquesta de Armando Castro, en un prestigioso salón de baile conocido como el "Escambron Beach Club". Al poco tiempo comienza a cantar en otras partes de la ciudad de Nueva York, ganando prontamente reconocimiento y fanáticos en la comunidad hispana. Tuvo la oportunidad de cantar en hoteles de la República Dominicana y Curaçao.
En 1951 formó parte de la orquesta de José Curbelo, meses después regresa a Nueva York y el legendario Rey de los Timbales, Tito Puente, que estaba buscando un cantante para su orquesta, le ofrece a Gilberto la oportunidad de cantar, en sustitución del bolerista y guarachero cubano Vicentico Valdés. Con esta orquesta Gilberto cantó en el "Palladium" en "Birdland" y en el "Apolo". Monroig cantó por dos años con Puente y grabó varios discos. Mientras esto se estaba convirtiendo en una exitosa experiencia para él, deja la banda de Puente en el año 1955 para escapar de los frecuentes viajes y regresa a Puerto Rico a seguir con su carrera en solitario.
La calidad de su voz romántica le brindó a Gilberto grandes éxitos. Grabó más de 40 sencillos y 30 LP, incluyendo las canciones de Pedro Flores y otra de Rafael Hernández. Ganó un Disco de Oro en el 1959 con su interpretación de la canción "Egoísmo" del dominicano Moisés Zoaín y otro Disco de Oro en 1964 con "Simplemente una ilusión" de Héctor Urdaneta. Gilberto fue conocido en muchas ciudades de los Estados Unidos y América Latina, a pesar de que no le gustaba viajar. Gilberto muere el 3 de mayo de 1996, en Santurce, Puerto Rico. Fue enterrado en el cementerio Santa María Magdalena de Pazzis en el Viejo San Juan.